# Nissan Qashqai
O  Nissan Qashqai é um utilitário esportivo compacto da Nissan. O seu nome é uma homenagem à tribo Qashqai, nômades do Irão.
Trata-se no fundo de um crossover, que não é mais do que um SUV de compacto.
Uma das características que diferenciam este carro dos familiares habituais é que este dispõe do espaço e segurança de um carro de enormes dimensões, conciliado com a possibilidade de ser utilizado em terrenos fora de estrada.
A versatilidade é apresentada como sendo o seu maior trunfo; no entanto, possui outros argumentos que o podem colocar numa boa posição no mercado automóvel, como os consumos ou o preço.
 Nissan Qashqai + 2 
A produção de uma versão para sete passageiros do Qashqai, chamado "Qashqai +2", começou no NMUK em julho de 2009. Lançado em outubro de 2009, é uma variante maior do modelo padrão com a distância entre eixos estendida em 135 mm. O comprimento total do carro é estendido em 211 mm para permitir uma terceira fila de assentos, e altura do telhado é aumentada de 38 mm na parte traseira.
Algumas versões desse modelo foram equipadas com transmissão continuamente variável (Câmbio CVT).

## Galeria
- Primeira geração (2006-2013)
- Segunda geração (2013-2021)
- Terceira geração (2021-presente)